# Ключевск
Ключе́вск (до 1933 года — Тёплый Ключ) — посёлок в Берёзовском муниципальном округе Свердловской области России. Ранее обладал статусом рабочего посёлка (посёлка городского типа).

## Население
| 1959 | 1970  | 1979  | 1989  | 2002  | 2010  |
| ---- | ----- | ----- | ----- | ----- | ----- |
| 2516 | ↘1989 | ↗2179 | ↘2079 | ↘1988 | ↗2013 |

Численность населения Ключевска на 1 января 2020 года составляла 2281 человек.

## География
Ключевск располагается в 25 километрах северо-восточнее города Берёзовского и в 40 километрах от города Екатеринбурга по автодорогам, 48 километрах по железной дороге.
Через посёлок протекает река Чёрная. В неё в пределах посёлка впадает река Тёплый Ключ. На Чёрной речке образован пруд.

## История
Поселение основано на месте лесов и болот как место поисков золота, которое было найдено здесь в 1824 году.
Для защиты от лесных пожаров был создан кордон, и в 1914 году через него прошла железнодорожная ветка Екатеринбург — Ирбит.
20 июня 1933 года по постановлению ВЦИКа селение Тёплый Ключ преобразовано в посёлок Ключевск.
В 2003 году из-за дождей в Ключевске была смыта часть плотины и разрушен единственный мост.
31 декабря 2004 года рабочий посёлок Ключевск был отнесён к категории сельских населенных пунктов к виду посёлок.

## Инфраструктура
В посёлке есть школа и детский сад, участковая больница, отделения «Почты России» и Сбербанка.

### Промышленность
- ООО «Черметинвест — Т»
- ООО «РС-Энерго»
- ООО «Кузьминский торф»
- ООО «Уралрегион»
- ИП «Денисов»

### Транспорт
По юго-восточной окраине к Ключевску примыкает ветка Екатеринбург — Устье-Аха Свердловской железной дороги. На северо-востоке посёлка находится станция Копалуха, а на юге Ключевска — остановочный пункт Тёплый Ключ.
В полутора километрах юго-восточнее железной дороги и самого Ключевска проходит Режевской тракт (Екатеринбург — Реж), с которым посёлок соединён подъезной автомобильной дорогой.